# Candidella helminthophora
Candidella helminthophora is een zachte koraalsoort uit de familie Primnoidae. De koraalsoort komt uit het geslacht Candidella. Candidella helminthophora werd in 1908 voor het eerst wetenschappelijk beschreven door Nutting. 